# Chāmpua
Chāmpua är en ort i Indien.   Den ligger i distriktet Kendujhar och delstaten Odisha, i den östra delen av landet, 1 100 km sydost om huvudstaden New Delhi. Chāmpua ligger 396 meter över havet och antalet invånare är 9 487.
Terrängen runt Chāmpua är platt. Runt Chāmpua är det ganska tätbefolkat, med 230 invånare per kvadratkilometer. Närmaste större samhälle är Noāmundi, 19,5 km nordväst om Chāmpua. Trakten runt Chāmpua består till största delen av jordbruksmark.